# トウヒレン属
トウヒレン属（トウヒレンぞく、学名：Saussurea、和名漢字表記：塔飛廉属）は、キク科アザミ亜科の属の1つ。

## 特徴

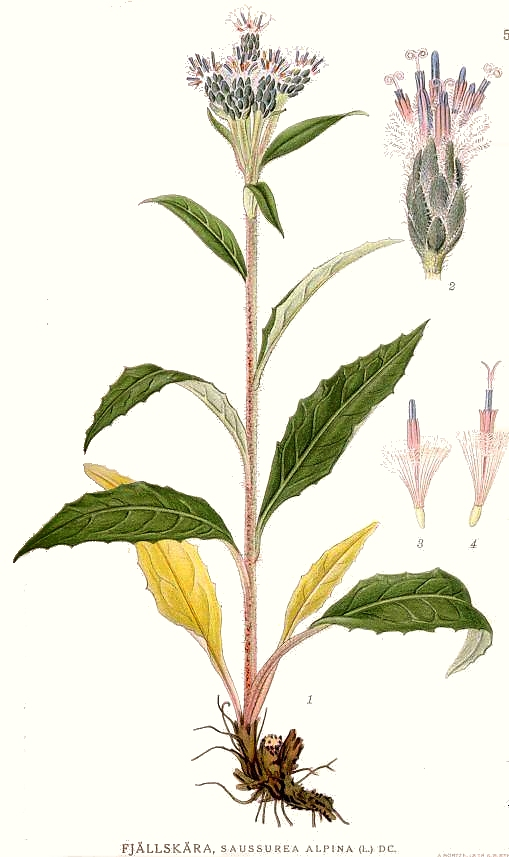
図版
S. alpina

雌雄同株。二年草または多年草で、ときに低木になる。茎は直立または斜上するが、頭花の重みで茎の上部がたわむこともあり、ときに岩壁から垂れ下がる種もある。茎が短縮して高さ数cmにとどまるものや無茎状になるものもある。葉は単葉で互生し、縁は鋸歯縁になるか羽状に切れ込む。しばしば葉柄に翼があり、葉柄の翼が茎を沿下して広いまたは狭い翼をつくることがある。
花期は種によって夏から晩秋。頭花は筒状花のみからなり、2個から多数つけ、ときに単生し、両性で結実する。花冠は紅紫色から淡紅紫色、白色になり、褐色、黄色のものもある。白色のものは白花品種ではなく、常に白花をつける種があり、日本では山地性のものに多い。総苞は球状から鐘形、筒形、狭筒形になる。花床に剛毛が密生するが、ときに少ないかまたは無い。総苞片は4-12列あり、覆瓦状に並び、先端は圧着、斜上、開出または反曲する。果実は長楕円形または円柱形になる痩果で、多少とも稜がある。冠毛は2輪生で、外輪は短くて落ちやすく、内輪は羽毛状になり花後にも残る。

### 高山への適応
高山植物には様々な特殊な適応を見せるものがあり、特にヒマラヤ付近では独特な適応例として温室植物とセーター植物というものがある。前者は花序の葉や包葉が広がって花を覆うようになったもので、後者は花序の毛が長く伸びて花を覆い包むというものである。両者共に本属の種があり、特に後者は本属のみに見られる。詳細は各項目を参照のこと。

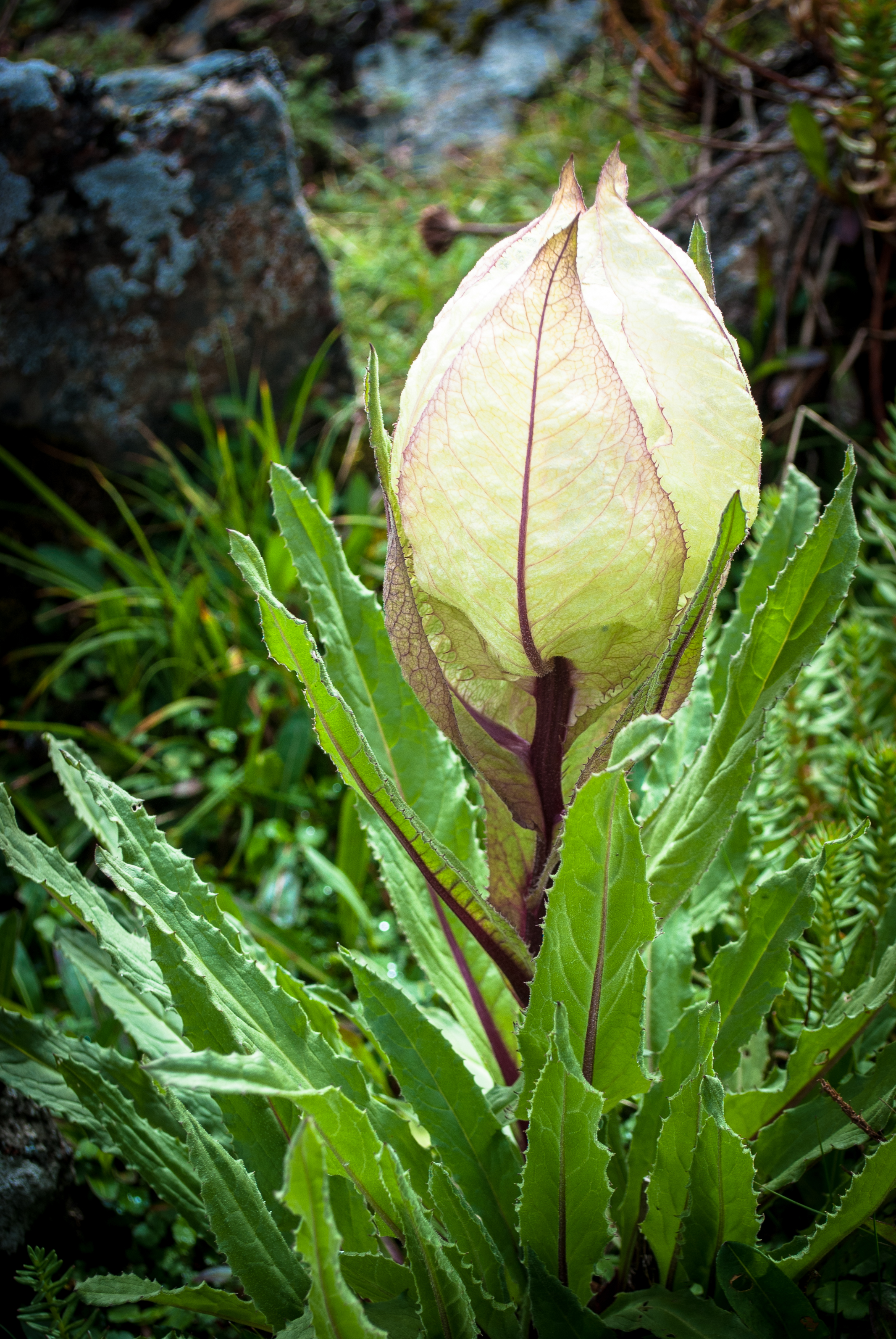
ボンボリトウヒレン 温室植物の例
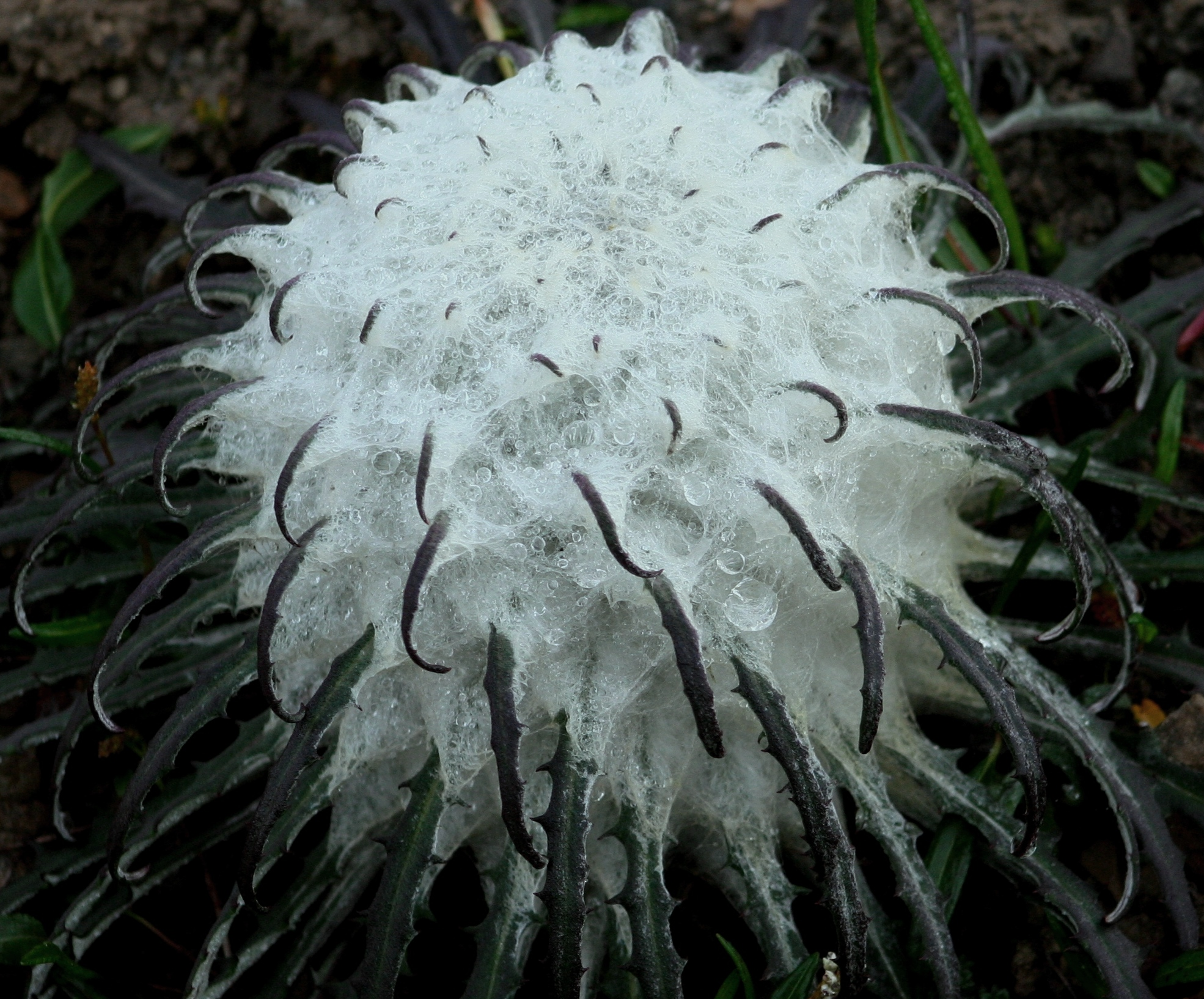
ワタゲトウヒレン セーター植物の例

## 分布
北半球に約400種が分布する。中国大陸の横断山脈からヒマラヤ地域、ロシアのシベリアにかけて多くの種が分布している。日本には60数種が分布する。日本産の種は、氷期の遺存的な傾向があり、とくに高山帯に生育する種群にはその傾向が強い。したがって、山系によって総苞や総苞片などの形が少しずつ異なるものがあり、日本国内において充分な調査が行われていない地域では、未記載の分類群が見出される可能性があるという。

## 学名の由来
属名 Saussurea は、18世紀のスイスの哲学者オラス＝ベネディクト・ド・ソシュール (Horace-Bénédict de Saussure, 1740-1799) の名前に因む。

## 分類
日本産の種は、ヒメヒゴタイ節 Sect. Theodorea、ユキバヒゴタイ節 Sect. Depressae、トウヒレン節 Sect. Saussureaに区分され、そのほとんどがトウヒレン節に属する。トウヒレン節における分類では、頭花の花柄の長さと複花序の形態、総苞の形、総苞片の列数、茎の翼の有無、花期における根出葉の有無などが分類形質として使われる。

## 和名とその混乱
本属に属する日本産の種の和名については、〇〇トウヒレン、〇〇ヒゴタイ、〇〇アザミとあり、紛らわしい。北村四郎は、平凡社刊の旧版『日本の野生動物 草本III』で「日本ではこの属ははじめよく理解されないで、トウヒレンとか、ヒゴタイとか、アザミとかに比較されて、名もはなはだ不統一で、でたらめの感が深い」としている。
「トウヒレン」は「塔飛廉」の意で、日本産の種、セイタカトウヒレンを意味したものと考えられている。北村によると「飛廉」とは、中国名でキク科ヒレアザミ属 Carduus のことであるが、セイタカトウヒレンの直立した総状花序のようすを「塔」に見立て、「塔飛廉」としたという。牧野富太郎による「唐飛廉」説もある。「ヒゴタイ」は同じキク科にヒゴタイ属 Echinops があるが、あまり似ていない。「アザミ」についてはアザミ属 Cirsium に似ていることからつけられたと考えられるが、本属の種にはアザミ属の種のように葉に刺がないため容易に区別がつく。

## 種

### 日本に分布する種
学名に脚注があるものは『改訂新版 日本の野生植物 5』および
『植物研究雑誌』Vol.98から、脚注がないものはYListから。和名および解説は『改訂新版 日本の野生植物 5』および『植物研究雑誌』Vol.98による。
1 ヒメヒゴタイ節 Sect. Theodorea - 二年草。総苞片の先に乾膜質で淡紅紫色の付属体がつく。
- サドヒゴタイ Saussurea nakagawae Kadota[1] - 佐渡島の特産で、海岸に近い草原に生育する。草丈70-150cm。総苞は鐘形から筒形、総苞基部に5列の苞葉がある。総苞片は11-12列、先端の付属体は円形。2017年新種記載。
- ヒメヒゴタイ Saussurea pulchella (Fisch. ex Hornem.) Fisch. - 北海道・本州・四国・九州、朝鮮半島、中国大陸（東北部・中部）、モンゴル、サハリン、ロシア沿海地方に分布し、低山から山地、または海岸の草原に生育する。草丈30-150cm。総苞は鐘形から筒形で径10-11mm、総苞基部に1列の苞葉がある。総苞片は8-9列、先端の付属体は中片と内片は円形、外片は小さい楕円形。絶滅危惧II類 (VU)（2020年、環境省レッドリスト）。
- ヒナヒゴタイ Saussurea japonica (Thunb.) DC. - 九州、朝鮮半島、中国大陸、台湾、モンゴルに分布し、低山や海岸の草原に生育する。草丈50-200cm。総苞は筒形から狭筒形で径5-8mm、総苞基部に1列の苞葉がある。総苞片は8-9列、先端の付属体は中片と内片は円形、外片は小さい楕円形。絶滅危惧IB類 (EN)（2020年、環境省レッドリスト）。2020年、国内希少野生動植物種に指定。

2 ユキバヒゴタイ節 Sect. Depressae - 多年草。花床に剛毛がない。
- ユキバヒゴタイ Saussurea chionophylla Takeda - 北海道の夕張岳、日高山脈北部に分布し、高山の砂礫地や岩が混じる草地に生育する。草丈4-15cm。総苞は鐘形。総苞片は6列。絶滅危惧II類 (VU)（2020年、環境省レッドリスト）。

3 トウヒレン節 Sect. Saussurea - 多年草。花床に剛毛がある。
3-1 高山、亜高山に分布する種
- アラサワトウヒレン Saussurea yanagitae Kadota - 越後山脈の荒沢岳に分布し、岩場に懸垂して生える。草丈50-70cm。総苞は狭筒形。総苞片は6列、先端は短く尾状に伸びる。2013年新種記載。
- イワテヒゴタイ Saussurea brachycephala Franch. - 岩手県の岩手山と早池峰山に分布し、高山から亜高山の草原、林間の草地に生育する。草丈20-100cm。総苞は鐘形から筒形。総苞片は7-8列、直立、斜上し、総苞外片は狭卵形で先端は尾状に長く伸び、内片よりやや短い。
- イワテヤマトウヒレン Saussurea × iwateyamensis M.Kikuchi - 岩手山に分布する。イワテヒゴタイとヤハズトウヒレンの雑種と推定されている。総苞は筒形。総苞中片と総苞外片の基部が長卵形で先端は尾状に長く伸びる。頭花の数が多く、複花序がやや円錐状になる。
- ウゴトウヒレン Saussurea ugoensis Kadota[1] - 東北地方北部の焼石岳、秋田駒ヶ岳、真昼山地、鳥海山、丁山地に分布し、高山帯の草原や灌木林の林縁に生育する。草丈35-110cm。総苞は筒形から鐘形、基部につく苞葉は大型で２-３個。総苞片は6列、斜上、開出する。2015年新種記載。
- ウスユキトウヒレン Saussurea yanagisawae Takeda - 北海道の大雪山系、富良野岳、芦別岳、羊蹄山に分布し、高山の砂礫地や草地に生育する。草丈5-30cm。総苞は鐘形から筒形。総苞片は4列、直立、斜上する。絶滅危惧IB類 (EN)（2020年、環境省レッドリスト）。
  - ユキバトウヒレン Saussurea yanagisawae Takeda var. nivea (Koidz.) Nakai - 北海道の大雪山系、トムラウシ山、芦別岳、奥十勝岳、幌尻岳、羊蹄山に分布する。葉裏が雪白色になる。
- カムロトウヒレン Saussurea sawae Kadota[1] - 東北地方北部の丁山地、神室山・炭倉山に分布し、高山帯の灌木林の林縁に生育する。草丈60-130cm。総苞は椀形、基部につく苞葉は大型で２-３個。総苞片は9列、広角度に斜上する。2015年新種記載。
- キリガミネトウヒレン Saussurea kirigaminensis Kitam.[1] - 長野県の霧ヶ峰とその周辺に分布し、山地から亜高山の湿地周辺に生育する。草丈30-90cm。総苞は狭筒形。総苞片は7-8列、先端は尾状に伸びる。
- キンブヒゴタイ Saussurea kinbuensis Nakai - 本州中部の奥秩父、御坂山地に分布し、山地から高山の灌木林の林縁や草地に生育する。草丈40-70cm。総苞は狭筒形。総苞片は8列、斜上し、先端は糸状に細く尾状に伸びる。
- クロトウヒレン Saussurea sessiliflora (Koidz.) Kitam. - 越後山脈、頸城山塊、戸隠山、北アルプス、白山、乗鞍岳、御嶽山、中央アルプスに分布し、亜高山から高山の灌木林の林縁や草地に生育する。草丈15-70cm。総苞は鐘形、暗褐色から淡赤褐色。総苞片は8列、先端はやや反曲するか斜上する。
- シナノトウヒレン Saussurea tobitae Kitam.[1] - 本州中部の霧ヶ峰から美ヶ原高原に分布し、亜高山の風衝草原や灌木林の林縁や草地に生育する。草丈25-70cm。総苞は鐘形、内片は黒紫色をおびる。総苞片は6列、圧着、斜上し、先端は長く尾状に伸びる。
- シラネアザミ Saussurea nikoensis Franch. et Sav. - 吾妻連峰、磐梯山、那須連山、日光連山、苗場山に分布し、高山から亜高山の灌木林の林縁や草地に生育する。草丈10-80cm。総苞は鐘形から広筒形、ふつう暗紫褐色。総苞片は7-8列、先端は長く尾状に伸びて反曲する。
- シラネヒゴタイ Saussurea kaialpina Nakai[1] - 南アルプス、八ヶ岳に分布し、高山の風衝地に生育する。草丈4-11cm。総苞は鐘形、総苞の全体か上半分が黒褐色。総苞片は5-6列、圧着し、先端は尾状に伸びる。
- タカネヒゴタイ Saussurea kaimontana Takeda[1] - 南アルプス、八ヶ岳、富士山に分布し、高山の灌木林の林縁や草地に生育する。草丈25-60m。総苞は鐘形から筒形、黒紫褐色。総苞片は5列、圧着し、先端は尾状に伸びる。
- トウミトウヒレン Saussurea mihoko-kawakamiana Kadota[1] - 中部地方の浅間山地の固有種で、亜高山帯の夏緑林の林縁や林間の草地または高山帯の風衝草原に生育する。草丈13-70m。総苞は筒型から鐘形。総苞片は8-9列、圧着、斜上し、先端は長く尾状に伸びる。2017年新種記載。
- トヨグチトウヒレン Saussurea toyoguchiensis Kadota[5] - 中部地方の長野県下伊那郡大鹿村産で、亜高山帯の石灰岩の露頭周辺に生育する。草丈7-20m。総苞は筒型で緑色。総苞片は5-6列、やや革質で、総苞外片は紫色の縁取りを欠く。2023年新種記載[5]。
- ナガバキタアザミ Saussurea riederi Herder subsp. yezoensis (Maxim.) Kitam. - 南千島、北海道、早池峰山に分布し、高山の草原に生育する。草丈30-100m。総苞は狭筒型、上部が黒紫色。総苞片は6-7列、圧着し、先端は長く尾状に伸びる。	
  - オクキタアザミ Saussurea riederi Herder subsp. yezoensis (Maxim.) Kitam. var. japonica Koidz. - 東北地方北部の焼石岳、和賀山塊の羽後朝日岳、鳥海山に分布する。総苞片は6-7列、総苞片の縁が暗紫褐色、総苞外片の先はナガバキタアザミよりさらに芒状に伸びる。
- フボウトウヒレン Saussurea fuboensis Kadota	 - 東北地方の奥羽山脈南部の船形山から蔵王連峰に分布し、高山の灌木林の林縁や草地に生育する。草丈40-60m。総苞は筒型、暗紫褐色。総苞片は7-8列、先端は斜上する。2009年新種記載。
- ミヤマキタアザミ Saussurea franchetii Koidz. – 月山、朝日山地、飯豊山地に分布し、高山の草地に生育する。草丈40-80cm。総苞は鐘形、複花序の基部に長い苞葉がある。総苞片は6列、先端は尾状に伸びて、斜上するかゆるやかに反曲する。絶滅危惧II類 (VU)（2020年、環境省レッドリスト）。
- ヤハズトウヒレン Saussurea sagitta Franch. - 岩手山、早池峰山、乳頭山、真昼山地、吾妻連峰、戸隠連山、頚城山塊、北アルプス北部、白山山系南部に分布し、高山の風衝地の砂礫地に生育する。草丈10-50cm、茎はジグザグに伸びる。総苞は狭筒形。総苞片は7列、圧着し、先端は尾状に伸びる。
- ヤハズヒゴタイ Saussurea triptera Maxim. - 富士山、天子山地に分布し、山地から高山までの夏緑林の林縁や草地に生育する。草丈30-60cm。総苞は筒形、総苞片の縁や先端は暗紫褐色をおびる。総苞片は7-8列、斜上し、先端は太く短く尾状に伸びる。

3-2 北海道の山地、低山、海岸草原等に分布する種
- ウリュウトウヒレン Saussurea uryuensis (Kadota) Kadota - 上川地方、空知地方に分布し、超塩基性岩地の草地に生育する。草丈40-110cm。総苞は狭筒形、総苞片の縁は黒紫色。総苞片は8列、尾状突起がある。花時に根出葉が生存するときとないときがある。
- エゾトウヒレン Saussurea yesoensis Franch.[1] - 北海道、青森県の下北半島に分布し、海岸草原に生育する。草丈30-70cm。総苞は狭筒形。総苞片は7-8列、圧着し、先端は糸状に細く短く伸びてゆるやかに反曲する。
- カムイトウヒレン Saussurea kenji-horieana Kadota[1] - 上川地方の幌内山地カムイ山の特産で、山地の夏緑林の林間の草地に生育する。草丈110-130cm、茎は紫色をおびる。総苞は狭筒形。総苞片は7列、圧着し、外片は円頭。2015年新種記載。
- カラフトアザミ Saussurea sachalinensis F.Schmidt[1] - 宗谷地方から知床半島までのオホーツク海沿岸、サハリンに分布し、海岸草原に生育する。草丈50-100cm。総苞は狭筒形。総苞片は8列、圧着し、先端は尾状に長く伸びる。絶滅危惧II類 (VU)（2020年、環境省レッドリスト）。
- コンセントウヒレン Saussurea hamanakaensis Kadota - 釧路、根室に分布し、湿原と周辺の水湿地に生育する。草丈60-140cm。総苞は狭筒形。総苞片は5列、圧着し、先端は尾状に伸びる。2011年新種記載。
- ツルイトウヒレン Saussurea yachiyotakashimana Kadota[5] - 阿寒郡鶴居村産で、林下の湿地に生育する。草丈70-130cm。茎葉が15-30cmと長い。総苞は狭筒形。総苞片は5列、総苞中片と外片は紫色の縁取りを欠く。2023年新種記載[5]。
- ヒダカトウヒレン Saussurea kudoana Tatew. et Kitam. - アポイ岳とその周辺の岩がちの草地、岩壁に生育する。草丈20-100cm。総苞は狭筒形、総苞片の中部まで黒紫色。総苞片は8列、尾状突起がある。花時に根出葉が生存する。絶滅危惧II類 (VU)（2020年、環境省レッドリスト）。
- フォーリーアザミ Saussurea fauriei Franch. - 南千島の色丹島、北海道の北見、利尻島、礼文島、石狩、後志に分布し、海岸草原や山地の夏緑林の林縁に生育する。草丈100-200cm。総苞は狭筒形。総苞片は6列、圧着し、外片は円頭で微突端に終わる。絶滅危惧II類 (VU)（2020年、環境省レッドリスト）。
- ユウバリトウヒレン Saussurea yubarimontana Kadota - 夕張岳山麓部などに分布し、超塩基性岩地に生育する。草丈50-95cm。総苞は狭筒形、総苞片の縁は黒紫色。総苞片は8列、先端は尾状突起となる。花時にはふつう根出葉はないが、ときに生存することがある。2013年新種記載。

3-3 東北地方の山地、低山、島嶼等に分布する種
- アブクマトウヒレン Saussurea yuki-uenoana Kadota - 宮城県南部、福島県の太平洋側地域の低山である阿武隈山地に分布し、低山の夏緑林の林縁や林下、林間の草地に生育する。草丈70-180cm。総苞は狭筒形。総苞片は11-12列、先端は紫色をおび短く反曲する。2013年新種記載。
- ショウナイトウヒレン Saussurea shonaiensis Kadota[1] - 本州の山形県の庄内地方、秋田県南部、山形県北部にまたがる鳥海山山麓の日本海沿岸地域に分布し、沿岸の低地から低山の夏緑林やクロマツ林の林縁や林下、海岸の草原などに生育する。草丈60-85cm。総苞は筒形。総苞片は8列、先端はとがり斜上する。2015年新種記載。
- センダイトウヒレン Saussurea sendaica (Franch.) Franch. ex Koidz.[1] - 東北地方の主に太平洋側に分布し、低山帯から山地帯の夏緑林の林内、林縁または林間の草地に生育する。草丈30-100cm。総苞は鐘形。総苞片は8-9列、先端は斜上する。
- トガヒゴタイ Saussurea muramatsui Kitam. - 青森県、秋田県、岩手県西部および山形県の日本海側に偏った区域に分布し、低山から山地帯の夏緑林の林縁や林間の草地に生育する。草丈50-120cm。総苞は鐘形。総苞片は7-8列、先端は尾状に長く伸びて開出または斜上する。
- トビシマトウヒレン Saussurea katoana Kadota - 山形県飛島の特産で、海岸の風当たりの強いクロマツ林下に生育する。草丈45-65cm。総苞は鐘形。総苞片は10列、先端は反曲する。2013年新種記載。
- ナンブトウヒレン Saussurea sugimurae Honda - 青森県南部、岩手県および宮城県北部の太平洋側地域に偏って分布し、山地の夏緑林の林縁や林下、林間の草地に生育する。草丈30-120cm。総苞は鐘形。総苞片は7-8列、総苞外片の先端は尾状に長く伸び、内片と同じ長さ。先は直立、斜上、開出する。
- ハチノヘトウヒレン Saussurea neichiana Kadota - 青森県八戸市の特産で、海岸草原に生育する。草丈40-80cm。総苞は鐘形。総苞片は8列、先端は鋭角的に斜上する。2008年新種記載。
- フカウラトウヒレン Saussurea andoana Kadota[1] - 青森県西津軽郡深浦町の特産、海岸の風当たりの強いクロマツ林下に生育する。草丈50-120cm。総苞は鐘形。総苞片は8列、先端は斜上する。2015年新種記載。
- ムツトウヒレン Saussurea hosoiana Kadota - 青森県上北郡六ヶ所村の特産、海岸の風当たりの強いクロマツ林下に生育する。草丈30-40cm。総苞は鐘形から筒形。総苞片は8列、先端は反曲する。花時に根出葉が生存する。2008年新種記載。
- ヤマガタトウヒレン Saussurea yamagataensis Kadota[1] - 山形県の村山地方（村山市、山形市、上山市）に分布し、山地の夏緑林の林縁や林下、林間の草地に生育する。草丈20-130cm。総苞は鐘形。総苞片は11-12列、先端は開出するかゆるやかに反曲する。2017年新種記載。

3-4 関東地方・中部地方の山地、低山、島嶼等に分布する種
- アサマヒゴタイ Saussurea savatieri Franch.[1] - 東北地方南部、関東地方および東海地方東部の太平洋側地域に分布し、山地の夏緑林の林内や林縁に生育する。草丈30-90cm。総苞は筒形。総苞片は8-9列、先端は開出する。
- アベトウヒレン Saussurea kurosawae Kitam.[1] - 静岡県の安倍峠 - 八紘嶺 – 山伏岳 - 井川峠、白峰南嶺に分布し、山地の夏緑林の林内や林縁に生育する。草丈40-70cm。総苞は鐘状筒形から筒形、総苞片の縁は紫褐色。総苞片は7-8列、上半分は圧着し、尾状部は短く反曲するか斜上する。アサマヒゴタイと同一とする見解もある[6]。
- イナトウヒレン Saussurea inaensis Kitam. - 長野県伊那市と下伊那郡大鹿村の特産、山地の夏緑林の林縁や林間の草地に生育する。草丈40-120cm。総苞は狭筒形。総苞片は8列、縁は紫褐色、先端はごく短い尾状になる。花時に根出葉が生存する。絶滅危惧II類 (VU)（2020年、環境省レッドリスト）。
- コウシンヒゴタイ Saussurea pseudosagitta Honda[1] - 栃木県、山梨県、長野県、岐阜県に分布し、山地の湿り気のある岩壁に垂れ下がる。草丈20-50cm。総苞は狭筒形。総苞片は5-6(-7)列、圧着し、先端はゆるやかに反曲する。
- タカオヒゴタイ Saussurea sinuatoides Nakai - 東京都、神奈川県、山梨県に分布し、山地から低山の夏緑林の林下に生育する。草丈35-60cm。総苞は筒形から狭筒形。総苞片は11-12列、披針形で長く、開出し、ゆるやかに反曲する。	
  - キントキヒゴタイ Saussurea sinuatoides Nakai var. glabrescens Nakai - 神奈川県、静岡県に分布し、丹沢山地や箱根では、山地の上部にタンザワヒゴタイ、山地の下部に本変種が生育し、同地においては、両種は垂直的にすみ分けている。総苞は筒形になる。アサマヒゴタイと同一とする見解もある。
- タンザワヒゴタイ Saussurea hisauchii Nakai - 丹沢山地、金時山、愛鷹山に分布し、山地の夏緑林の林縁や林間の岩石混じりの草地に生育する。草丈50-80cm。総苞は狭筒形。総苞片は6列、圧着し、先端は尾状にならない。
- ホクロクトウヒレン Saussurea hokurokuensis (Kitam.) Kadota[1] - 北陸地方（新潟県、富山県、石川県の能登半島の西側海岸）に分布し、沿岸の平地から低山、ときに山地の夏緑林や常緑林の林縁などに生育する。草丈100-180cm。総苞は鐘形から鐘状筒形、総苞片の上半分は紫色をおびた暗緑色。総苞片は11-12列、先端は尾状になり短く反曲する。
- ミクラシマトウヒレン（ミクラジマトウヒレン） Saussurea mikurasimensis (Kitam.) Kadota - 伊豆諸島の御蔵島の特産、常緑林の林縁や林間の草地に生育する。草丈40-55cm。総苞は狭筒形。総苞片は8-9列、片は肉質で光沢があり、先端は斜上する。絶滅危惧IA類 (CR)（2020年、環境省レッドリスト）。2018年、国内希少野生動植物種に指定。
- ワカサトウヒレン Saussurea wakasugiana Kadota – 福井県の大島半島の特産で、海岸の波打ち際に近い草地に生育する。超塩基性岩地の植物。草丈25-70cm。総苞は卵状筒形。総苞片は9列、先端は尾状に短くとがる。2004年新種記載。

3-5 関東地方から西日本に分布する種
- コウシュウヒゴタイ Saussurea amabilis Kitam. - 本州の群馬県、埼玉県、東京都、山梨県と四国の徳島県、高知県に分布し、山地の夏緑林の林縁の岩場に生育する。草丈40-60cmになり、茎は斜上するか懸垂する。総苞は鐘形。総苞片は8-9列、片の質は厚く硬く、開出し、またはゆるやかに反曲する。
- セイタカトウヒレン Saussurea tanakae Franch. et Sav. ex Maxim. - 関東地方、中部地方および中国地方（岡山県、広島県）に分布し、山地の夏緑林の林間の草地に生育する。草丈70-100cm。総苞は鐘状から筒形、黒紫色をおびる。総苞片は8-9列、最外片は広卵形で先は鈍頭になる。

3-6 西日本の山地、低山、島嶼等に分布する種
- オオダイトウヒレン Saussurea nipponica Miq.[1] - 近畿地方、中国地方、四国および九州（北部）に分布し、夏緑林の林縁や林下に生育する。草丈40-100cm。総苞は筒状から狭筒形。総苞片は8-9列、先端は短く反曲する。
- オオトウヒレン Saussurea sikokiana Makino[1] - 四国の剣山、石鎚山に分布し、山地の岩壁や岩混じりの草地に生育する。石灰岩地の植物。草丈50-100cm。総苞は球状鐘形から鐘形、緑色か赤みをおびた紫褐色。総苞片は6列、圧着し、上部は開出する。
- オヌカトウヒレン Saussurea ochiaiana Kadota[5] - 広島県庄原市、岡山県新見市産で、蛇紋岩地の湿地に生育する。草丈60-90cm。葉はやや肉質で鈍い光沢がある。総苞は狭筒形。総苞片は6-7列、総苞外片は狭卵形で先端が短く伸びる。2023年新種記載[5]。
- キリシマヒゴタイ Saussurea scaposa Franch. et Sav. - 四国の高知県と九州に分布し、山地の草原や夏緑林の林下に生育する。超塩基性岩地の植物。草丈22-50cm。総苞は狭筒形。総苞片は6列、圧着し、先端は短く尾状にとがる。花時に根出葉は生育する。
- シマトウヒレン Saussurea insularis Kitam. - 長崎県対馬の白岳の特産で、山頂付近の岩混じりの草地や木陰に生育する。草丈30-50cm。総苞は狭筒形、基部に鱗片状の苞葉が多数ある。総苞片は11-12列、圧着し、外片は微突端になる。花時に根出葉は生育する。絶滅危惧IA類 (CR)（2020年、環境省レッドリスト）。2022年、国内希少野生動植物種に指定。
- タイシャクトウヒレン Saussurea kubotae Kadota - 広島県庄原市の帝釈台の特産で、林間の草地に生育する。石灰岩地の植物。草丈90-160cm。総苞は倒卵状筒形。総苞片は13-15列、最外片は微凸端になる。2007年新種記載。
- ツクシトウヒレン Saussurea higomontana Honda[1] - 九州の九州山地に分布し、山地の夏緑林の林縁、石灰岩壁、岩混じりの草地に生育する。草丈40-90cm。総苞は鐘形から筒形。総苞片は10列、先端は開出し、ゆるやかに反曲する。絶滅危惧IB類 (EN)（2020年、環境省レッドリスト）。
- トサトウヒレン Saussurea yoshinagae Makino[1] - 四国の徳島県、愛媛県、高知県に分布し、山地の草地、土手、田畑の畦などに生育する。草丈50-90cm。総苞は筒形、腺点がある。総苞片は8-9列、先端は短くとがる。花時に根出葉が生存する。絶滅危惧II類 (VU)（2020年、環境省レッドリスト）。
- ネコヤマヒゴタイ Saussurea modesta Kitam. - 中国地方に分布し、山地の乾いた草原に生育する。草丈30-70cm。総苞は狭筒形、紫褐色。総苞片は8-9列、先端は尾状にならない。花時に根出葉が生存する。絶滅危惧II類 (VU)（2020年、環境省レッドリスト）。
- ミヤマトウヒレン Saussurea pennata Koidz. - 近畿地方の奈良県および四国の愛媛県、高知県に分布し、山地の石灰岩壁に生育する。石灰岩地の植物。草丈30-40cm。総苞は筒形。総苞片は8列、先端は尾状に伸びる。
- ヤクシマトウヒレン（ヤクシマヒゴタイ） Saussurea yakusimensis Masam.[1] - 屋久島の温帯上部に生育するものと推定される。草丈40-100cm。総苞は鐘状筒形、総苞片の上半分が紫褐色。総苞片は6列、圧着し、先端が短く反曲する。絶滅危惧IA類 (CR)（2020年、環境省レッドリスト）。2018年、国内希少野生動植物種・特定第一種国内希少野生動植物種に指定。

3-7 日本の広域及びアジアに分布する種
- キクアザミ Saussurea ussuriensis Maxim. - 日本では、本州の福島県以南、九州に分布し、山地の草原や夏緑林の林縁に生育する。草丈30-120cm。総苞は筒形。総苞片は5-7(-8)列、先端は急に短くとがる。花時に根出葉が生存する。国外では、朝鮮半島、中国大陸、ロシア沿海地方に分布する。
- ホクチアザミ Saussurea gracilis Maxim. - 日本では、本州の長野県・愛知県以西、四国、九州に分布し、山地の乾いた草原に生育する。草丈10-30cm。総苞は狭筒形、紫色をおびる。総苞片は11-12列、圧着し、先端はごく短く尾状になる。花時に根出葉が生存する。国外では、朝鮮半島に分布する。
- ミヤコアザミ Saussurea maximowiczii Herder - 日本では、本州の岩手県以南、四国、九州に分布し、山地の草原や夏緑林の林縁に生育する。草丈50-150cm。総苞は筒形、総苞片の縁が紫褐色となる。総苞片は7-8列、外片は円頭になる。花時に根出葉が生存する。国外では、朝鮮半島、中国大陸（東北部・内蒙古）、ロシア沿海地方に分布する。

### 日本国外に分布する主な種
和名、学名は、YListから。
- トナカイアザミ	Saussurea acuminata Turcz. ex Fisch. et C.A.Mey.
- スナジヒゴタイ	Saussurea amara (L.) DC.
- キヌヒゴタイ Saussurea amurensis Turcz. ex DC.
- シャソウヒゴタイ Saussurea calcicola Nakai
- ヤナギヒゴタイ	Saussurea chinnampoensis H.Lév. et Vaniot
- オクヤマヒゴタイ Saussurea conandrifolia Nakai
- モッコウ Saussurea costus (Falc.) Lipsch.
- ワタフキヒゴタイ Saussurea daurica Adams
- モリヒゴタイ Saussurea diamantica Nakai
- ススヤアザミ Saussurea duiensis F.Schmidt
- ウラジロヒゴタイ Saussurea eriophylla Nakai
- アツバヒゴタイ	Saussurea firma Kitam.
- アブラトウヒレン Saussurea glandulosa Kitam.
- ワタゲトウヒレン Saussurea gossipiphora D.Don
- マンシュウシラネアザミ	Saussurea grandifolia Maxim.
- シホウヒゴタイ	Saussurea iodostegia Hance
- カンザンヒゴタイ Saussurea kanzanensis Kitam.
- タカサゴヒゴタイ Saussurea kiraisiensis Masam.
- カラフトミヤマトウヒレン Saussurea kitamurana Miyabe et Tatew.
- トショウトウヒレン Saussurea koidzumiana Kitam.
- イワマヒゴタイ	Saussurea komaroviana Lipsch.
- ウルップトウヒレン Saussurea kurilensis Tatew.
- ヒメシラネアザミ Saussurea macrolepis (Nakai) Kitam.
- ヤノネアザミ Saussurea manshurica Kom.
- オオホクチアザミ Saussurea mongolica (Franch.) Franch.
- ミョウコウトウヒレン Saussurea myokoensis Kitam.
- サワヒゴタイ Saussurea neoserrata Nakai
- ウラギンヒゴタイ Saussurea nivea Turcz.
- タカスアザミ Saussurea nuda Ledeb.
- ヌプリポアザミ	Saussurea nupuripoensis Miyabe et T.Miyake
- コウライトウヒレン Saussurea nutans Nakai
- ボンボリトウヒレン Saussurea obvallata (DC.) Edgew.
- キクバヒゴタイ	Saussurea odontolepis Sch.Bip. ex Maxim.
- シュムシュトウヒレン Saussurea oxyodonta Hultén
- ワタフキサワヒゴタイ Saussurea parviflora (Poir.) DC.
- オオキクバヒゴタイ Saussurea pectinata Bunge ex DC.
- バイカトウヒゴタイ Saussurea polylepis Nakai
- ヒャクセツヒゴタイ Saussurea rectinervis Nakai
- ナガバヒゴタイ	Saussurea recurvata (Maxim.) Lipsch.
- チシマキタアザミ Saussurea riederi Herder - ナガバキタアザミ、オクキタアザミの基本種
- アラゲヒゴタイ	Saussurea rorinsanensis Nakai
- シオヒゴタイ Saussurea runcinata DC.
- マキノハヒゴタイ Saussurea salicifolia (L.) DC.
- カラヒゴタイ Saussurea seoulensis Nakai
- シレトコアザミ Saussurea shiretokoensis Sugaw. ex Kadota
- タニヒゴタイ Saussurea sinuata Kom.
- チャボヒゴタイ	Saussurea subsinuata Ledeb.
- マンシュウヤノネアザミ	Saussurea subtriangulata Kom.
- ミヤマウラジロヒゴタイ	Saussurea tomentosa Kom.
- オオヤノネアザミ Saussurea triangulata Trautv. et C.A.Mey.
- ヒカゲヒゴタイ	Saussurea uchiyamana Nakai
- ノハラヒゴタイ	Saussurea umbrosa Kom.